# Йончево
Йончево (пол. Jączewo) — село в Польщі, у гміні Бельськ Плоцького повіту Мазовецького воєводства.
Населення — 120 осіб (2011).
У 1975-1998 роках село належало до Плоцького воєводства.

## Демографія
Демографічна структура станом на 31 березня 2011 року:
|          | Загалом | Допрацездатний вік | Працездатний вік | Постпрацездатний вік |
| -------- | ------- | ------------------ | ---------------- | -------------------- |
| Чоловіки | 58      | 11                 | 36               | 11                   |
| Жінки    | 62      | 12                 | 33               | 17                   |
| Разом    | 120     | 23                 | 69               | 28                   |